# Arrhenatherum palaestinum
Arrhenatherum palaestinum är en gräsart som beskrevs av Pierre Edmond Boissier. Arrhenatherum palaestinum ingår i släktet knylhavren, och familjen gräs. Inga underarter finns listade i Catalogue of Life.